# Bivako-vonal
A Bivako-vonal (japánul 琵琶湖線, Bivako szen) a West Japan Railway Company (JR West) Tókaidó-vasútvonalának a maibarai vasútállomás és a kiotói pályaudvar közötti és Hokuriku-fővonalának a maibarai vasútállomás és a nagahamai vasútállomás közötti szakaszának neve. Nevét a Biva-tóról kapta.
Az állomások:
- Hokuriku-fővonal
  - Nagahama
  - Tamura
  - Szakata
- Tókaidó-fővonal
  - Maibara
  - Hikone
  - Minami-hikone
  - Kavasze
  - Inae
  - Notogava
  - Azucsi
  - Ómi-Hacsiman
  - Sinohara
  - Jaszu
  - Mirojama
  - Rittó
  - Kuszacu
  - Minami-Kuszacu
  - Szeta
  - Isijama
  - Dzedze
  - Ócu
  - Jamasina
  - Kiotó